# Beachvolleybal op de Olympische Zomerspelen 2004 (mannen)
Het beachvolleybaltoernooi voor mannen tijdens de Olympische Zomerspelen 2004 in Athene vond plaats van 14 tot en met 25 augustus. De wedstrijden werden gespeeld in het Faliro Coastal Zone Olympic Sports Complex dat zich in Paleo Faliro, een voorstad van Athene, bevindt. De 24 deelnemende teams waren verdeeld over zes groepen van vier, waarin een halve competitie werd gespeeld. Aan het einde van de groepsfase gingen de nummers één en twee van elke groep door naar de achtste finales, aangevuld met de vier beste nummers drie. Vanaf de achtste finales werd er gespeeld via het knockoutsysteem.
Het als eerste geplaatste Braziliaanse duo Ricardo Santos en Emanuel Rego won de gouden medaille door in de finale de Spanjaarden Javier Bosma en Pablo Herrera te verslaan in twee sets. Het brons ging naar het Zwitserse tweetal Patrick Heuscher en Stefan Kobel dat in de wedstrijd om de derde plaats te sterk was voor de Australiërs Julien Prosser en Mark Williams.

## Groepsfase
|  | Direct naar laatste zestien                      |
|  | Als vier beste nummers drie naar laatste zestien |

### Groep A
| # | NOC | Ploeg             | Punten | Wedstrijden | Wedstrijden | Spelpunten | Spelpunten | Spelpunten | Sets | Sets | Sets  |
| # | NOC | Ploeg             | Punten | W           | V           | W          | V          | Ratio      | W    | V    | Ratio |
| - | --- | ----------------- | ------ | ----------- | ----------- | ---------- | ---------- | ---------- | ---- | ---- | ----- |
| 1 | BRA | Ricardo / Emanuel | 6      | 3           | 0           | 139        | 107        | 1,299      | 6    | 1    | 6,000 |
| 2 | USA | Holdren / Metzger | 4      | 1           | 2           | 138        | 152        | 0,908      | 3    | 5    | 0,600 |
| 3 | AUS | Schacht / Slack   | 4      | 1           | 2           | 135        | 138        | 0,978      | 3    | 4    | 0,750 |
| 4 | NOR | Maaseide / Horrem | 4      | 1           | 2           | 132        | 147        | 0,898      | 3    | 5    | 0,600 |

| Datum       |                   | Score |                   | Set 1   | Set 2   | Set 3   |
| ----------- | ----------------- | ----- | ----------------- | ------- | ------- | ------- |
| 15 augustus | Holdren / Metzger | 2 – 1 | Schacht / Slack   | 22 – 24 | 24 – 22 | 15 – 13 |
| 15 augustus | Ricardo / Emanuel | 2 – 1 | Maaseide / Horrem | 21 – 15 | 19 – 21 | 15 – 10 |
| 17 augustus | Holdren / Metzger | 1 – 2 | Maaseide / Horrem | 21 – 14 | 15 – 21 | 14 – 16 |
| 17 augustus | Ricardo / Emanuel | 2 – 0 | Schacht / Slack   | 21 – 17 | 21 – 17 |         |
| 19 augustus | Schacht / Slack   | 2 – 0 | Maaseide / Horrem | 21 – 18 | 21 – 17 |         |
| 19 augustus | Ricardo / Emanuel | 2 – 0 | Holdren / Metzger | 21 – 17 | 21 – 10 |         |

### Groep B
| # | NOC | Ploeg                    | Punten | Wedstrijden | Wedstrijden | Spelpunten | Spelpunten | Spelpunten | Sets | Sets | Sets  |
| # | NOC | Ploeg                    | Punten | W           | V           | W          | V          | Ratio      | W    | V    | Ratio |
| - | --- | ------------------------ | ------ | ----------- | ----------- | ---------- | ---------- | ---------- | ---- | ---- | ----- |
| 1 | GER | Dieckmann / Scheuerpflug | 5      | 2           | 1           | 147        | 140        | 1,050      | 5    | 3    | 1,667 |
| 2 | BRA | Benjamin / Márcio Araújo | 5      | 2           | 1           | 124        | 111        | 1,117      | 4    | 2    | 2,000 |
| 3 | CUB | Álvarez / Rosell         | 4      | 1           | 2           | 133        | 137        | 0,971      | 3    | 4    | 0,750 |
| 4 | FRA | Canet / Hamel            | 4      | 1           | 2           | 117        | 133        | 0,880      | 2    | 5    | 0,400 |

| Datum       |                          | Score |                          | Set 1   | Set 2   | Set 3   |
| ----------- | ------------------------ | ----- | ------------------------ | ------- | ------- | ------- |
| 15 augustus | Dieckmann / Scheuerpflug | 2 – 1 | Álvarez / Rosell         | 21 – 19 | 19 – 21 | 15 – 10 |
| 15 augustus | Benjamin / Márcio Araújo | 2 – 0 | Canet / Hamel            | 21 – 13 | 21 – 14 |         |
| 17 augustus | Dieckmann / Scheuerpflug | 1 – 2 | Canet / Hamel            | 21 – 17 | 18 – 21 | 10 – 15 |
| 17 augustus | Benjamin / Márcio Araújo | 2 – 0 | Álvarez / Rosell         | 23 – 21 | 22 – 20 |         |
| 19 augustus | Álvarez / Rosell         | 2 – 0 | Canet / Hamel            | 21 – 18 | 21 – 19 |         |
| 19 augustus | Benjamin / Márcio Araújo | 0 – 2 | Dieckmann / Scheuerpflug | 20 – 22 | 17 – 21 |         |

### Groep C
| # | NOC | Ploeg               | Punten | Wedstrijden | Wedstrijden | Spelpunten | Spelpunten | Spelpunten | Sets | Sets | Sets  |
| # | NOC | Ploeg               | Punten | W           | V           | W          | V          | Ratio      | W    | V    | Ratio |
| - | --- | ------------------- | ------ | ----------- | ----------- | ---------- | ---------- | ---------- | ---- | ---- | ----- |
| 1 | ESP | Bosma / Herrera     | 6      | 3           | 0           | 150        | 124        | 1,210      | 6    | 2    | 3,000 |
| 2 | SUI | Laciga / Laciga     | 5      | 2           | 1           | 133        | 117        | 1,137      | 5    | 2    | 2,500 |
| 3 | AUT | Berger / Gosch      | 4      | 1           | 2           | 105        | 118        | 0,890      | 2    | 4    | 0,500 |
| 4 | AUT | Nowotny / Gartmayer | 3      | 0           | 3           | 110        | 139        | 0,791      | 1    | 6    | 0,167 |

| Datum       |                 | Score |                     | Set 1   | Set 2   | Set 3   |
| ----------- | --------------- | ----- | ------------------- | ------- | ------- | ------- |
| 15 augustus | Laciga / Laciga | 2 – 0 | Nowotny / Gartmayer | 21 – 14 | 21 – 14 |         |
| 15 augustus | Berger / Gosch  | 0 – 2 | Bosma / Herrera     | 14 – 21 | 13 – 21 |         |
| 17 augustus | Laciga / Laciga | 1 – 2 | Bosma / Herrera     | 19 – 21 | 21 – 17 | 9 – 15  |
| 17 augustus | Berger / Gosch  | 2 – 0 | Nowotny / Gartmayer | 21 – 17 | 21 – 17 |         |
| 19 augustus | Bosma / Herrera | 2 – 1 | Nowotny / Gartmayer | 21 – 16 | 19 – 21 | 15 – 11 |
| 19 augustus | Laciga / Laciga | 2 – 0 | Berger / Gosch      | 21 – 17 | 21 – 19 |         |

### Groep D
| # | NOC | Ploeg                  | Punten | Wedstrijden | Wedstrijden | Spelpunten | Spelpunten | Spelpunten | Sets | Sets | Sets  |
| # | NOC | Ploeg                  | Punten | W           | V           | W          | V          | Ratio      | W    | V    | Ratio |
| - | --- | ---------------------- | ------ | ----------- | ----------- | ---------- | ---------- | ---------- | ---- | ---- | ----- |
| 1 | GER | Dieckmann / Reckermann | 5      | 2           | 1           | 145        | 121        | 1,198      | 5    | 2    | 2,500 |
| 2 | SWE | Berg / Dahl            | 5      | 2           | 1           | 131        | 126        | 1,040      | 4    | 3    | 1,333 |
| 3 | NOR | Kjemperud / Høidalen   | 5      | 2           | 1           | 148        | 153        | 0,967      | 4    | 4    | 1,000 |
| 4 | PUR | Hernández / Papaleo    | 3      | 0           | 3           | 130        | 154        | 0,844      | 2    | 6    | 0,333 |

| Datum       |                        | Score |                      | Set 1   | Set 2   | Set 3   |
| ----------- | ---------------------- | ----- | -------------------- | ------- | ------- | ------- |
| 14 augustus | Kjemperud / Høidalen   | 0 – 2 | Berg / Dahl          | 13 – 21 | 18 – 21 |         |
| 14 augustus | Dieckmann / Reckermann | 2 – 0 | Hernández / Papaleo  | 21 – 14 | 21 – 13 |         |
| 16 augustus | Kjemperud / Høidalen   | 2 – 1 | Hernández / Papaleo  | 18 – 21 | 21 – 19 | 15 – 10 |
| 16 augustus | Dieckmann / Reckermann | 2 – 0 | Berg / Dahl          | 21 – 16 | 21 – 15 |         |
| 18 augustus | Berg / Dahl            | 2 – 1 | Hernández / Papaleo  | 19 – 21 | 21 – 16 | 18 – 16 |
| 18 augustus | Dieckmann / Reckermann | 1 – 2 | Kjemperud / Høidalen | 24 – 22 | 24 – 26 | 13 – 15 |

### Groep E
| # | NOC | Ploeg              | Punten | Wedstrijden | Wedstrijden | Spelpunten | Spelpunten | Spelpunten | Sets | Sets | Sets  |
| # | NOC | Ploeg              | Punten | W           | V           | W          | V          | Ratio      | W    | V    | Ratio |
| - | --- | ------------------ | ------ | ----------- | ----------- | ---------- | ---------- | ---------- | ---- | ---- | ----- |
| 1 | SUI | Heuscher / Kobel   | 6      | 3           | 0           | 151        | 144        | 1,049      | 6    | 2    | 3,000 |
| 2 | AUS | Prosser / Williams | 5      | 2           | 1           | 143        | 129        | 1,109      | 5    | 3    | 1,667 |
| 3 | CAN | Child / Heese      | 4      | 1           | 2           | 132        | 126        | 1,048      | 3    | 4    | 0,750 |
| 4 | USA | Blanton / Nygaard  | 3      | 0           | 3           | 106        | 133        | 0,797      | 1    | 6    | 0,167 |

| Datum       |                    | Score |                    | Set 1   | Set 2   | Set 3   |
| ----------- | ------------------ | ----- | ------------------ | ------- | ------- | ------- |
| 14 augustus | Heuscher / Kobel   | 2 – 0 | Child / Heese      | 28 – 26 | 21 – 18 |         |
| 14 augustus | Blanton / Nygaard  | 0 – 2 | Prosser / Williams | 16 – 21 | 14 – 21 |         |
| 16 augustus | Heuscher / Kobel   | 2 – 1 | Prosser / Williams | 16 – 21 | 22 – 20 | 15 – 9  |
| 16 augustus | Blanton / Nygaard  | 0 – 2 | Child / Heese      | 16 – 21 | 10 – 21 |         |
| 18 augustus | Heuscher / Kobel   | 2 – 1 | Blanton / Nygaard  | 21 – 16 | 13 – 21 | 15 – 13 |
| 18 augustus | Prosser / Williams | 2 – 1 | Child / Heese      | 21 – 13 | 15 – 21 | 15 – 12 |

### Groep F
| # | NOC | Ploeg                      | Punten | Wedstrijden | Wedstrijden | Spelpunten | Spelpunten | Spelpunten | Sets | Sets | Sets  |
| # | NOC | Ploeg                      | Punten | W           | V           | W          | V          | Ratio      | W    | V    | Ratio |
| - | --- | -------------------------- | ------ | ----------- | ----------- | ---------- | ---------- | ---------- | ---- | ---- | ----- |
| 1 | ARG | Baracetti / Conde          | 6      | 3           | 0           | 133        | 70         | 1,900      | 6    | 1    | 6,000 |
| 2 | RSA | Rorich / Pocock            | 5      | 2           | 1           | 132        | 134        | 0,985      | 4    | 3    | 1,333 |
| 3 | POR | Maia / Brenha              | 4      | 1           | 2           | 124        | 126        | 0,984      | 3    | 4    | 0,750 |
| 4 | GRE | Michalopoulos / Beligratis | 3      | 0           | 3           | 85         | 144        | 0,590      | 1    | 6    | 0,167 |

| Datum       |                            | Score |                   | Set 1                | Set 2                | Set 3                |
| ----------- | -------------------------- | ----- | ----------------- | -------------------- | -------------------- | -------------------- |
| 14 augustus | Baracetti / Conde          | 2 – 1 | Maia / Brenha     | 13 – 21              | 21 – 16              | 15 – 5               |
| 14 augustus | Michalopoulos / Beligratis | 1 – 2 | Rorich / Pocock   | 16 – 21              | 26 – 24              | 10 – 15              |
| 16 augustus | Baracetti / Conde          | 2 – 0 | Rorich / Pocock   | 21 – 13              | 21 – 15              |                      |
| 16 augustus | Michalopoulos / Beligratis | 0 – 2 | Maia / Brenha     | 14 – 21              | 19 – 21              |                      |
| 18 augustus | Maia / Brenha              | 0 – 2 | Rorich / Pocock   | 20 – 22              | 20 – 22              |                      |
| 18 augustus | Michalopoulos / Beligratis | 0 – 2 | Baracetti / Conde | Opgave door blessure | Opgave door blessure | Opgave door blessure |

## Knockoutfase
| Achtste finale | Achtste finale           | Achtste finale | Achtste finale | Achtste finale |  |    | Kwartfinale              | Kwartfinale        | Kwartfinale | Kwartfinale | Kwartfinale |  |  | Halve finale | Halve finale       | Halve finale | Halve finale | Halve finale |  |              | Finale           | Finale             | Finale       | Finale       | Finale |
|                |                          |                |                |                |  |    |                          |                    |             |             |             |  |  |              |                    |              |              |              |  |              |                  |                    |              |              |        |
| 1              | Ricardo / Emanuel        | 21             | 19             | 15             |  |    |                          |                    |             |             |             |  |  |              |                    |              |              |              |  |              |                  |                    |              |              |        |
| 9              | Kjemperud / Høidalen     | 15             | 21             | 6              |  |    | 1                        | Ricardo / Emanuel  | 21          | 21          |             |  |  |              |                    |              |              |              |  |              |                  |                    |              |              |        |
| 2              | Benjamin / Márcio Araújo | 19             | 21             | 12             |  | 3  | Laciga / Laciga          | 13                 | 16          |             |             |  |  |              |                    |              |              |              |  |              |                  |                    |              |              |        |
| 3              | Laciga / Laciga          | 21             | 19             | 15             |  |    |                          |                    |             |             |             |  |  | 1            | Ricardo / Emanuel  | 21           | 19           | 15           |  |              |                  |                    |              |              |        |
| 18             | Maia / Brenha            | 18             | 19             |                |  |    |                          |                    |             |             |             |  |  | 5            | Heuscher / Kobel   | 14           | 21           | 12           |  |              |                  |                    |              |              |        |
| 5              | Heuscher / Kobel         | 21             | 21             |                |  |    | 5                        | Heuscher / Kobel   | 21          | 21          |             |  |  |              |                    |              |              |              |  |              |                  |                    |              |              |        |
| 12             | Holdren / Metzger        | 21             | 19             | 15             |  | 12 | Holdren / Metzger        | 16                 | 19          |             |             |  |  |              |                    |              |              |              |  |              |                  |                    |              |              |        |
| 4              | Dieckmann / Reckermann   | 16             | 21             | 13             |  |    |                          |                    |             |             |             |  |  |              |                    |              |              |              |  |              | 1                | Ricardo / Emanuel  | 21           | 21           |        |
| 15             | Bosma / Herrera          | 21             | 21             |                |  |    |                          |                    |             |             |             |  |  |              |                    |              |              |              |  |              | 15               | Bosma / Herrera    | 16           | 15           |        |
| 16             | Berg / Dahl              | 16             | 17             |                |  |    | 15                       | Bosma / Herrera    | 22          | 21          | 18          |  |  |              |                    |              |              |              |  |              |                  |                    |              |              |        |
| 7              | Baracetti / Conde        | 17             | 17             |                |  | 20 | Child / Heese            | 24                 | 19          | 16          |             |  |  |              |                    |              |              |              |  |              |                  |                    |              |              |        |
| 20             | Child / Heese            | 21             | 21             |                |  |    |                          |                    |             |             |             |  |  | 15           | Bosma / Herrera    | 21           | 21           |              |  |              |                  |                    |              |              |        |
| 19             | Rorich / Pocock          | 14             | 10             |                |  |    |                          |                    |             |             |             |  |  | 17           | Prosser / Williams | 18           | 18           |              |  |              |                  |                    |              |              |        |
| 17             | Prosser / Williams       | 21             | 21             |                |  |    | 17                       | Prosser / Williams | 16          | 21          | 15          |  |  |              |                    |              |              |              |  | Derde plaats | Derde plaats     | Derde plaats       | Derde plaats | Derde plaats |        |
| 13             | Schacht / Slack          | 19             | 12             |                |  | 11 | Dieckmann / Scheuerpflug | 21                 | 19          | 10          |             |  |  |              |                    |              |              |              |  | 5            | Heuscher / Kobel | 19                 | 21           | 15           |        |
| 11             | Dieckmann / Scheuerpflug | 21             | 21             |                |  |    |                          |                    |             |             |             |  |  |              |                    |              |              |              |  |              | 17               | Prosser / Williams | 21           | 17           | 13     |